# Melonycteris melanops
Melonycteris melanops là một loài động vật có vú trong họ Dơi quạ, bộ Dơi. Loài này được Dobson mô tả năm 1877.